# 五軍營 (地名)
五軍營，是臺灣臺南市柳營區的一個傳統地域名稱，位於該區北部。相較於今日行政區，其範圍大致包括太康里北端、重溪里西半部、大農里西北端。

## 歷史
台灣日治初期，五軍營地區為一街庄，稱為「五軍營庄」，隸屬於鐵線橋堡。該庄北與王公廟庄、頂窩庄、田尾庄為鄰，東與小腳腿庄為鄰，南邊為大腳腿庄、路東庄、太康庄，西邊為新營庄。
1901年（日治明治三十四年）11月，全台設置二十廳，該庄隸屬於鹽水港廳直隸果毅後區。1909年（明治四十二年）10月，合併二十廳為十二廳，該庄改隸屬於嘉義廳鹽水港支廳果毅後區。1920年（大正九年），廢十二廳改設五州二廳，該庄改制為「五軍營」大字，隸屬於臺南州新營郡柳營庄。

## 聚落
本地區發展較早的聚落為五軍營，在日治期初期的官方地圖上已有記載。

## 交通
- 區道南108-1線

## 廟宇
- 七十二聖人廟